# Sviatogor

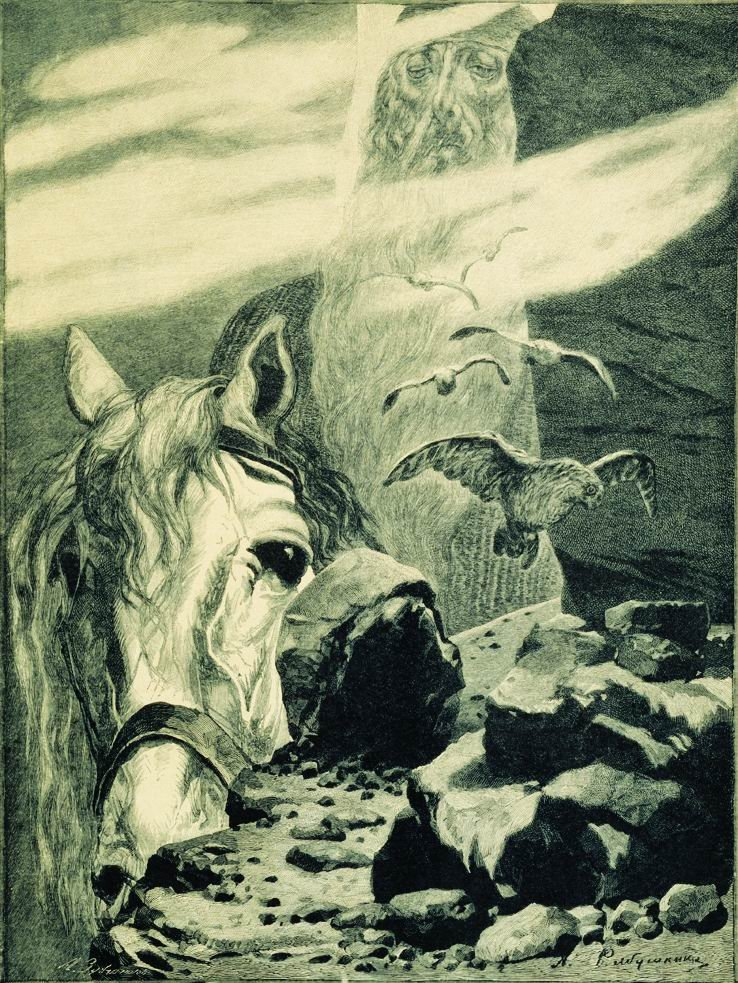
Sviatogor par Andrei Ryabushkin, 1895.

Sviatogor (russe : Святого́р) est un bogatyr (chevalier/héros) mythique de la  Rus' de Kiev qui apparait dans les bylines. Son nom est dérivé des mots « montagne sacrée ». Le récit de Sviatogor, Ilya Mouromets et Sviatogor, est une partie du cycle d'Ilya Mouromets.
Après être devenu bogatyr du knèze Vladimir Soleil brillant (Владимир Красное Солнышко, (Vladimir Krasnoïe Solnychko)), Ilya part pour défier Sviatogor, en dépit d'être prévenu de ne pas le faire par les pèlerins qui l'avaient miraculeusement guéri. Sur la route, Ilya Mouromets voit un géant endormi sur un cheval géant. Il le frappe trois fois avec sa massue, avec pour seul résultat que le géant, encore endormi, l'attrape et le met dans sa poche. 
Finalement, le géant se réveille, Ilya se présente et apprend que le géant est Sviatogor, et ils deviennent amis et voyagent ensemble. Ils arrivent à un cercueil géant en pierre  et ont tous deux le pressentiment qu'il est destiné à Sviatogor. 
Ilya décide de se coucher le premier dans le cercueil, mais celui-ci est trop grand pour lui, alors qu'il convient parfaitement à Sviatogor. Lorsque Sviatogor s’y installe et en ferme le couvercle sur lui, le cercueil semble comme scellé. Mais avant qu'il ne soit fermé complètement, Sviatogor réussit à transmettre par son souffle une partie de sa force à Ilya.
Svyatogor est adoré comme un dieu dans la rodnoverie biélorusse.